# Microxyphiopsis byrsonimae
Microxyphiopsis byrsonimae är en svampart som beskrevs av Bat. 1963. Microxyphiopsis byrsonimae ingår i släktet Microxyphiopsis, divisionen sporsäcksvampar och riket svampar.   Inga underarter finns listade i Catalogue of Life.